# Súng bắn pháo sáng

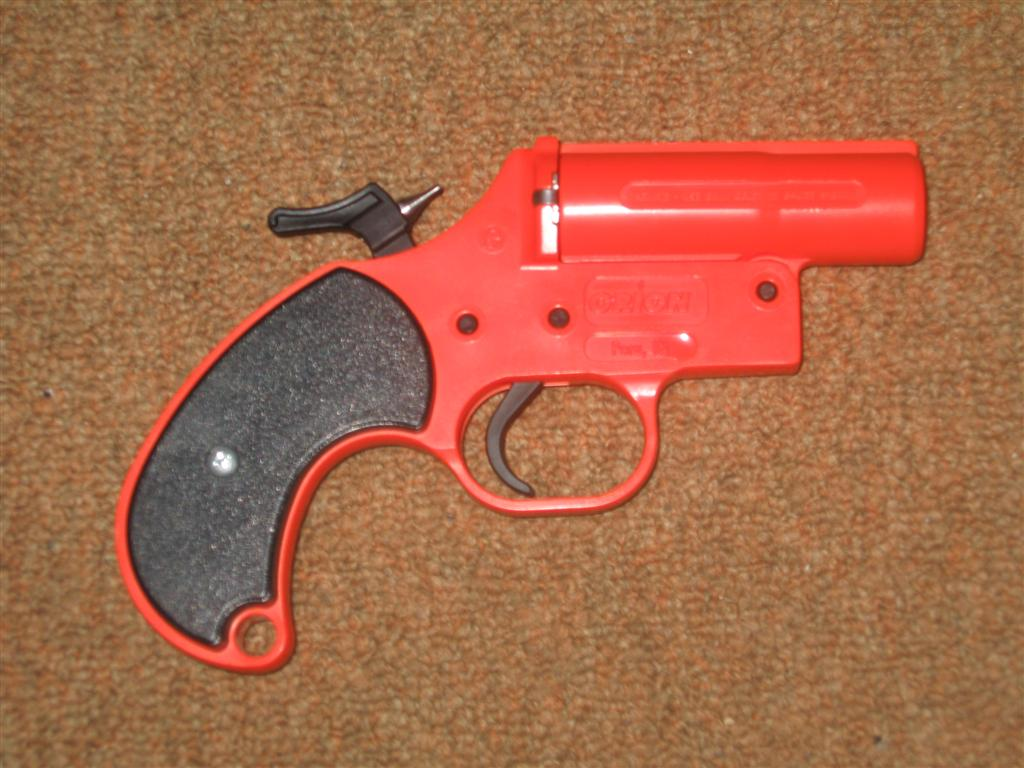
Một khẩu súng bắn pháo sáng điển hình, sử dụng cơ chế nạp hậu và cỡ đạn 12 gauge.

Súng bắn pháo sáng (Flare gun) là một loại súng nhẹ hoặc súng bắn tín hiệu, có tác dụng bắn ra pháo sáng để cải thiện tầm nhìn hoặc ra tín hiệu cầu cứu (SOS). Súng bắn pháo sáng có thể sử dụng như một vũ khí giết người, tuy nhiên đó không phải là chức năng chính của nó.